# Фетлар
Фе́тлар (англ. Fetlar) — остров в архипелаге Шетландские острова.

## География

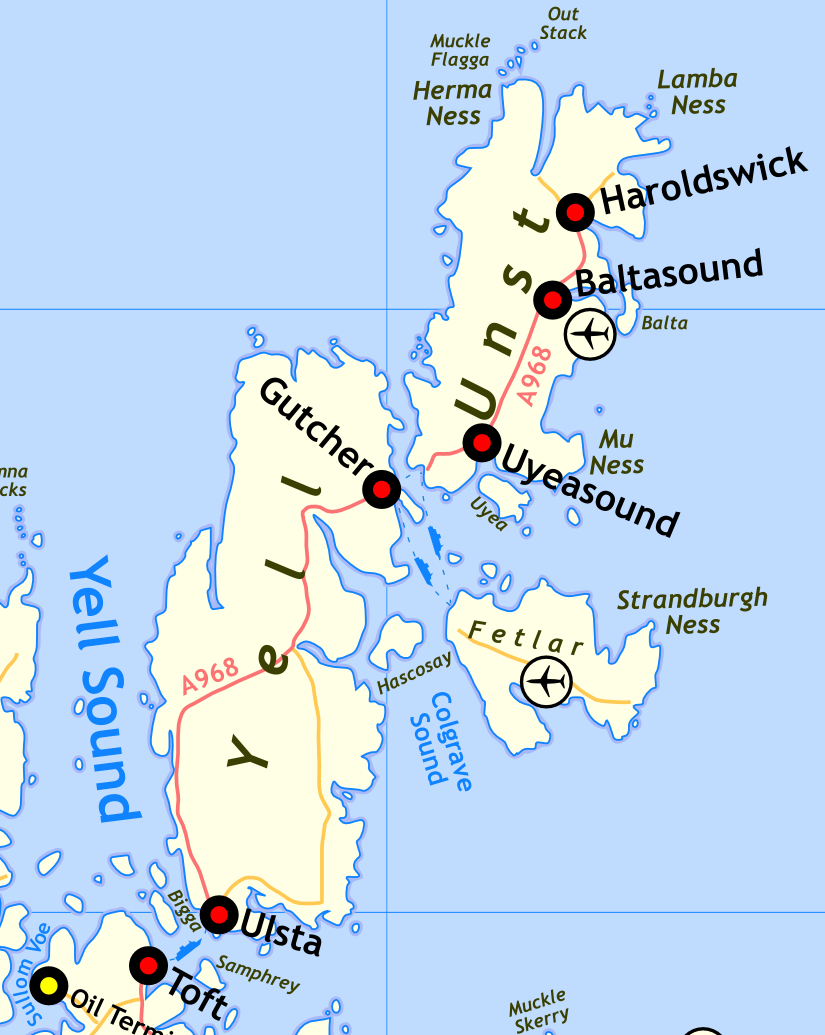
Карта острова Фетлар

Расположен в северо-восточной части архипелага, к югу от острова Анст и к востоку от острова Йелл. Площадь составляет 40,78 км² (четвёртый по площади остров архипелага). Высшая точка — 158 метров над уровнем моря. Окружён несколькими небольшими островками: Ери-Линги, Линга, Саунд-Грюней, Уйэя, Хааф-Грюней, Хаскосей.

## Дикая природа
В сезон размножения на острове Фетлар гнездится 30 пар круглоносого плавунчика, что составляет около 75 % всей популяции Великобритании и 520 пар полярной крачки, соответственно 1,2 % популяции. Из растительности на Фетларе распространён вереск, Scilla verna — один из видов пролески, Erica cinerea — один из видов эрики. Также встречаются чабрец ранний, осока блошиная и жирянка обыкновенная.
На острове организован заповедник открытый для посещения с апреля по октябрь. Встречаются птицы: большой поморник, короткохвостый поморник, краснозобая гагара, круглоносый плавунчик, средний кроншнеп.

## Население
По данным переписи 2001 года население острова составляет 86 человек. Основной населённый пункт — Хауби, расположен на южном побережье Фетлара.

## Религия
Англиканский религиозный орден «Society of Our Lady of the Isles» действует на острове и основан в 1988 году.
Англиканская часовня «Chapel of Christ the Encompasser» подчинена Епархии Абердина и Оркнейских островов Шотландской епископальной церкви.

## Экономика

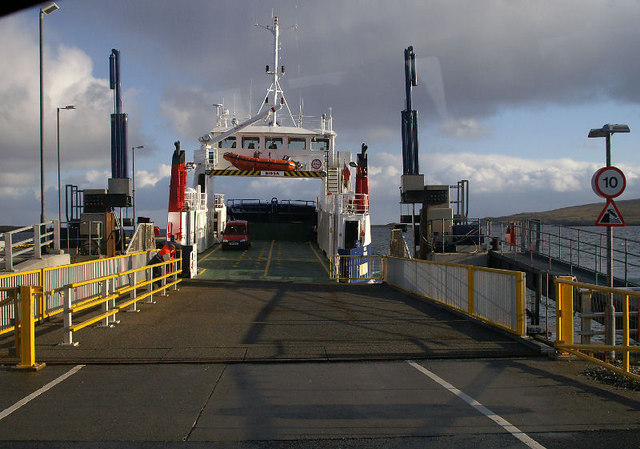
Паром «MV Bigga» у мыса Хамарс Несс.

Паромы компании «Shetland Islands Council Ferries» с мыса Хамарс Несс в Гатчер на острове Йелл и Белмонт на острове Анст.
Автодорога «B9088» пересекает остров в направлении с запада на восток.

## Образование
В школе Фетлара в феврале 2012 года обучалось 4 человека.

## Достопримечательности

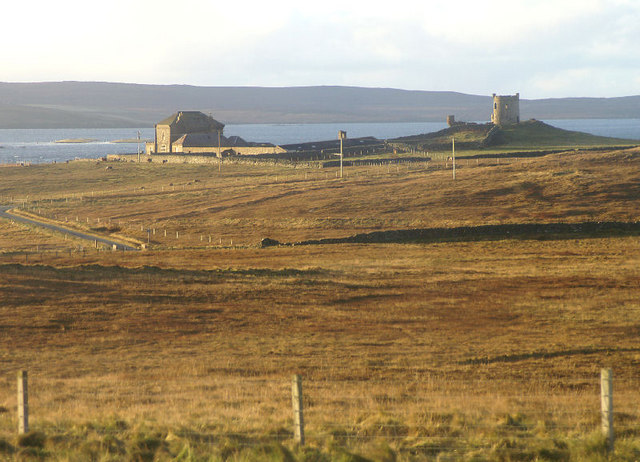
Усадьба Бро-Лодж

- Фанзи-Гёрт — выложенная из камня стена длиной четыре километра. Разделяет остров на две части[8].
- Хъялтаданс — круг из камней диаметром одиннадцать метров и внутреннее кольцо диаметром 7,9 метра[9].
- Бро-Лодж — усадьба, построенная в виде замка в западной части острова. Построена в 1825 году Артуром Николсоном (1794—1863). В 2007 году включена в список архитектурных памятников категории «A»[10]. С 2003 года в списке памятников садово-паркового искусства[11].

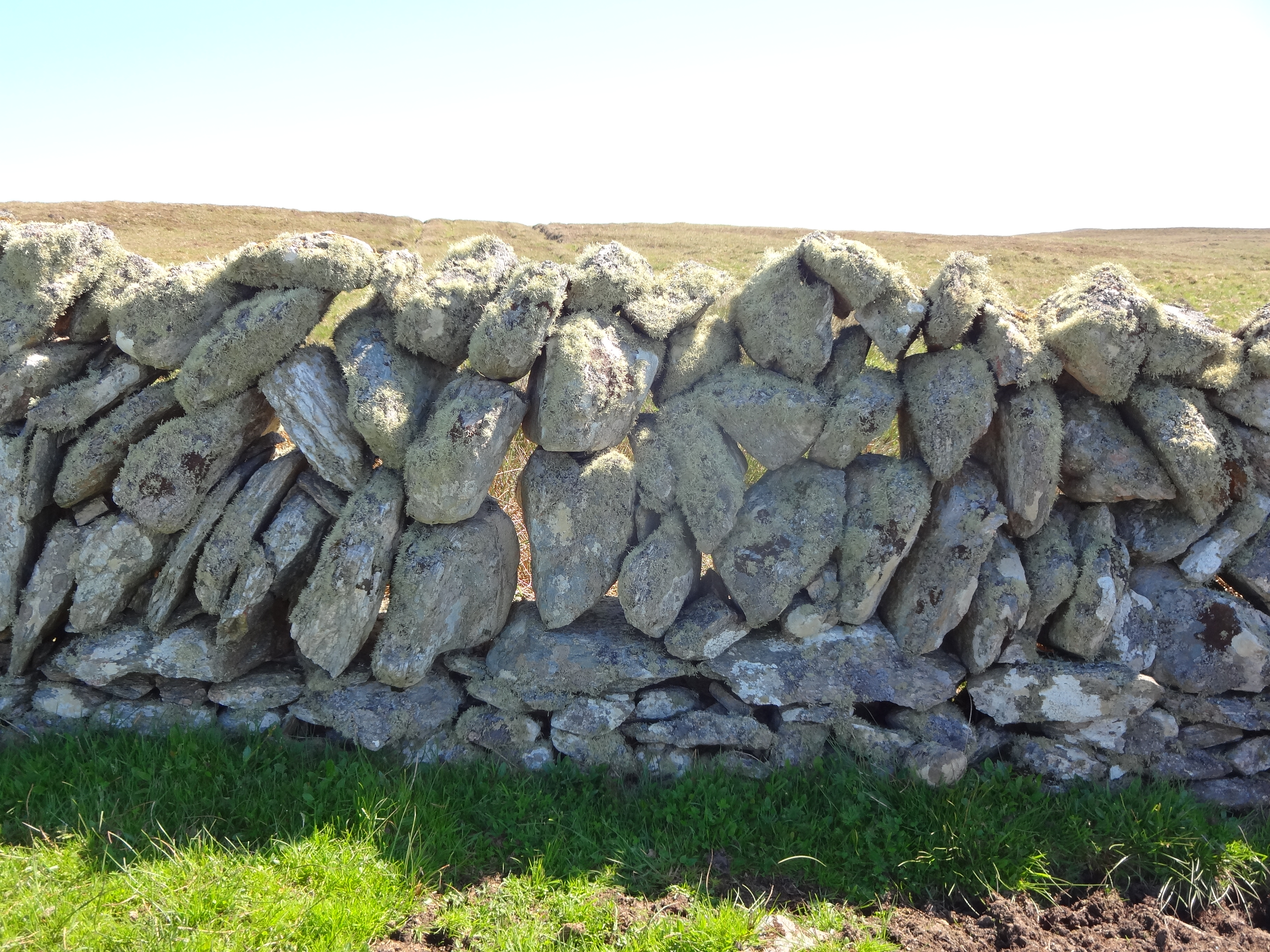
Каменная ограда с использованием сухой кладки.

## Известные жители
- Ватсон Чейн — учёный, медик.

## Другое
Фетлару посвящён 96 эпизод «The Giant’s Grave» научно-исторического сериала «Time Team».
На острове проходят соревнования по игре в Хнефатафл.